# Lucid Motors
Lucid Motors (anteriormente Atieva) es una compañía desarrolladora de automóviles eléctricos fundada en 2007 con sede en Menlo Park, California.
La compañía está financiada por Tsing Capital, Sumitomo, Venrock, LeEco, JAFCO, y otros, proporcionando $131 millones en 2016.

## Fábrica
El 29 de noviembre de 2016, se anunció la construcción de la primera fábrica de la firma por un valor de $700 millones en Casa Grande, Arizona, se calcula que empleará hasta 2,000 trabajadores en 2022, pudiendo construir 20,000 a 130,000 coches al año.

## Coches

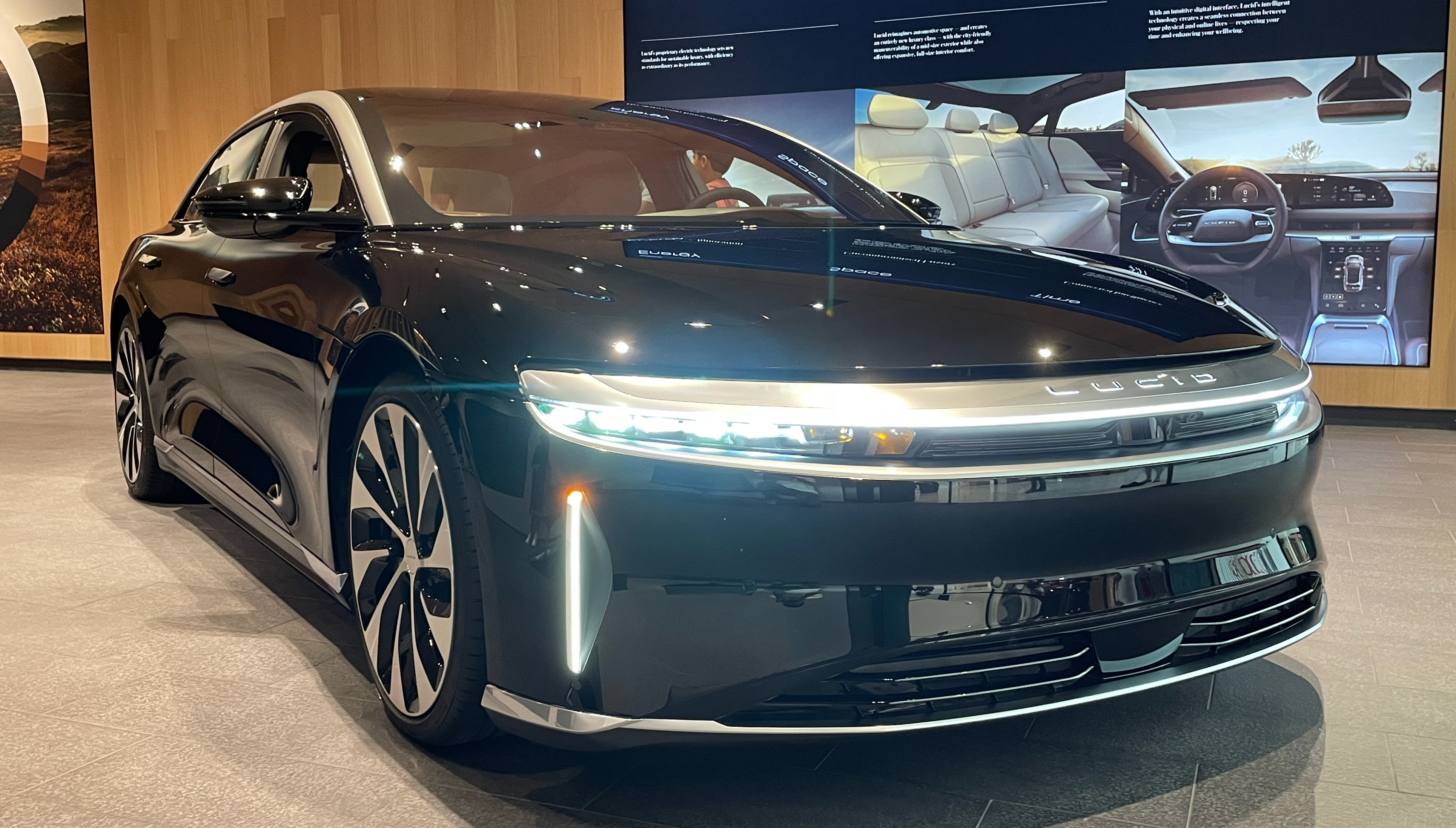
Lucid Air

Inicialmente Lucid desarrolló y fabricó baterías para otros fabricantes de vehículos, pero en 2014 creó su propio prototipo de coche eléctrico de aluminio. Originalmente llamado  "Atieva Atvus"  fue presentado como el "Lucid Air" en diciembre de 2016. Lucid planeó las primeras entregas de este automóvil para la primavera del 2021. Tiene un motor de 400 CV delante y otro de 600 CV trasero para un combinado de 900-1000 CV. Lucid ha llegado a un acuerdo con Mobileye para utilizar sus EyeQ4 chips y 8 cámaras para la asistencia a la conducción.
La compañía espera comenzar la producción de su segundo modelo, el Lucid Gravity SUV, a finales de 2024.
Una vez el Gravity llegue al mercado, comenzarán con el desarrollo de su nueva gama de coches eléctricos baratos, comenzando por tres coches nuevos.

## Baterías
Lucid usa el estándar 2170  para sus baterías de lithium-ion de Samsung SDI.